# 49439 Jeanlouispala
49439 Jeanlouispala este o planetă minoră (asteroid), cu un diametru de 4,758 km, din centura de asteroizi. A fost descoperită pe 17 decembrie 1998 la Caussols de OCA-DLR Asteroid Survey⁠(d). 
Obiectul prezintă o orbită caracterizată de o semiaxă mare de 3,0484242661494 UAi, o excentricitate de 0,10613556786774, o înclinație de 11,045641149759 ° în raport cu ecliptica.